# 140-й меридіан західної довготи
140-й меридіан західної довготи — лінія довготи, що лежить на 140 градусів західніше Гринвіцького меридіана. Вона проходить від Північного полюса через Північний Льодовитий океан, Північну Америку, Тихий океан, Південний океан та Антарктиду до Південного полюса.
140-й меридіан західної довготи формує велике коло разом із 40-вим меридіаном східної довготи.
Меридіан виступає розмежувальною лінією між зонами відповідальності Національного ураганного центру та Центрально-Тихоокеанського ураганного центру у північній частині Тихого океану.

## Список географічних об'єктів, що перетинає 140° зх. д.
Починаючи на Північному полюсі та рухаючись до Південного полюса, 140-й меридіан західної довготи проходить через:
| Координати                                                   | Країна, територія або море | Примітки                                                                          |
| ------------------------------------------------------------ | -------------------------- | --------------------------------------------------------------------------------- |
| 90°0′ пн. ш. 140°0′ зх. д. / 90.000° пн. ш. 140.000° зх. д.  | Північний Льодовитий океан |                                                                                   |
| 73°48′ пн. ш. 140°0′ зх. д. / 73.800° пн. ш. 140.000° зх. д. | Море Бофорта               |                                                                                   |
| 69°37′ пн. ш. 140°0′ зх. д. / 69.617° пн. ш. 140.000° зх. д. | Канада                     | Юкон                                                                              |
| 60°11′ пн. ш. 140°0′ зх. д. / 60.183° пн. ш. 140.000° зх. д. | США                        | Аляска                                                                            |
| 59°46′ пн. ш. 140°0′ зх. д. / 59.767° пн. ш. 140.000° зх. д. | Тихий океан                | Проходить через Якутатську затоку[en]                                             |
| 8°49′ пд. ш. 140°0′ зх. д. / 8.817° пд. ш. 140.000° зх. д.   | Французька Полінезія       | Проходить через острів Нуку-Хіва                                                  |
| 8°57′ пд. ш. 140°0′ зх. д. / 8.950° пд. ш. 140.000° зх. д.   | Тихий океан                | Проходить східніше острова Уа-Поу[en] та атола Факахіна[en], Французька Полінезія |
| 60°0′ пд. ш. 140°0′ зх. д. / 60.000° пд. ш. 140.000° зх. д.  | Південний океан            |                                                                                   |
| 75°13′ пд. ш. 140°0′ зх. д. / 75.217° пд. ш. 140.000° зх. д. | Антарктида                 | Проходить через Землю Мері Берд, на яку жодна країна не претендує                 |